# Who Is It (마이클 잭슨의 노래)
〈Who Is It〉은 미국의 싱어송라이터 마이클 잭슨의 노래이다. 이 곡은 1992년 8월 31일 영국에서 에픽 레코드에 의해, 1993년 3월 29일 미국에서 잭슨의 여덟 번째 스튜디오 음반인 《Dangerous》 (1991년)의 다섯 번째 싱글로 발매되었다. 이 곡은 잭슨이 작사, 작곡을 맡았으며, 잭슨과 빌 보트렐이 프로듀싱을 맡았다. 이 노래의 가사는 사랑하는 사람이 남겨진 것에 대한 절망과 관련이 있다. 일부 비평가들은 이 노래의 가사가 《Thriller》에 수록된 잭슨의 싱글 〈Billie Jean〉에 비교되었다고 언급했다. 이 곡의 홍보의 일환으로 1992년에 두 개의 뮤직 비디오가 출시되었다. 이 노래는 잭슨의 월드 콘서트 투어에서 연주되지 않았다. 그러나 그는 1993년 초 오프라 윈프리와의 인터뷰에서 이 곡의 작은 부분을 연주했다.

## 배경 및 구성
〈Who Is It〉은 마이클 잭슨이 그의 여덟 번째 스튜디오 음반인 《Dangerous》를 위해 녹음했다. 잭슨은 이 곡을 작곡하고 빌 보트렐과 함께 프로듀싱했다. 이 곡은 1992년 8월 31일 영국에서, 1993년 3월 29일 미국에서 잭슨의 음반사인 에픽 레코드에 의해 《Dangerous》의 다섯 번째 싱글로 발매되었다. 이 노래의 가사는 연인이 갑자기 자신을 떠나면서 절망감에 빠진 한 남자의 이야기를 담고 있다. 그는 그녀가 자신에게 불성실했다는 것을 알게 되고 그녀가 누구와 바람을 피웠는지 알고 싶어한다.

## 뮤직 비디오
데이비드 핀처가 감독한 〈Who Is It〉의 뮤직 비디오는 1993년에 발매되었다. 뮤직 비디오는 캘리포니아주 로스앤젤레스에서 촬영되었고 영상 속 헬리콥터 장면은 네버랜드 랜치에서 촬영되었다.
잭슨이 호텔처럼 보이는 곳에서 영국인 모델 야스민 르 봉이 연기한 여자친구에 대해 노래하는 것으로 시작한다. 그는 "알렉스"라는 이름이 적힌 은색 카드를 발견했기 때문에 괴로워한다. 그것은 그의 여자친구가 다른 사람과 바람을 피우고 있다는 것을 암시한다. 비디오 속 이야기가 전개되면서 소녀는 고급 콜걸이라는 직업을 위해 다른 정체성(예: 이브, 다이애나 등)을 맡는다. "알렉스"는 우연히 그들 중 하나이다. 이 비디오는 잭슨이 그의 고통에 대해 노래하는 장면부터 소녀가 다른 신분으로 바뀌고 직업을 돌보는 장면(대부분 다른 남자들과 심지어 몇몇 여자들과 만나고 그들과 잠자리를 갖는 장면)까지 번갈아 보여준다. 영상 말미, 잭슨은 괴로움 때문에 마을을 떠나기 위해 짐을 꾸렸다. 헬리콥터가 그의 집에서 그를 태우러 온다. 소녀는 잭슨의 집에 와서 그의 조수(사정을 알고 잭슨이 떠나는 것을 도운 사람)에게 자신을 들여보내 달라고 부탁한다. 아마도 그녀는 그를 위해 일을 그만두고 남고 싶어할 것이다. 조수가 고개를 저으며 그가 떠났음을 암시한다. 그녀가 이유를 묻자, 그는 문틈에서 은색 명패(알렉스라고 적힌 명패 포함)를 떨어뜨린다. 그 장면 이후, 잭슨은 자고 있는 모습이 보이고 연기가 스크린 바깥으로 떠다닌다. 사랑을 잃고 다른 대안이 없는 소녀는 다시 콜걸이라는 직업으로 눈을 돌린다. 그녀의 고용주는 그녀의 뺨을 때렸고, 그 비디오는 소녀가 새로운 정체성을 위해 준비되는 것을 보여주면서 끝이 났다.
이 버전은 처음에는 미국에서 방영되지 않았지만 비디오 음반인 《Dangerous: The Short Films》와 《Michael Jackson's Vision》에 포함되었다.
이 비디오의 또 다른 버전은 과거 뮤직 비디오와 라이브 공연의 장면을 특징으로 한다. 이것은 미국에서 처음 방영된 버전이다.

## 곡 목록
| CD 맥시 (658179 2) 1. "Who Is It" (7" Edit with Intro) – 4:10 2. "Who Is It" (The Most Patient Mix) – 7:44 3. "Who Is It" (IHS Mix) – 7:58 4. "Who Is It" (P-Man Dub) – 7:31 5. "Don't Stop 'Til You Get Enough" (Roger's Underground Solution Mix) – 6:22 7인치 싱글 (658179 7) 1. "Who Is It" (7" Edit with Intro) – 4:10 2. "Rock with You" (Masters at Work Remix) – 5:29 The Remixes – 12인치 맥시 (658179 6) 1. "Who Is It" (Patience Mix) – 7:44 2. "Who Is It" (The Most Patient Mix) – 7:44 3. "Who Is It" (IHS Mix) – 7:58 4. "Who Is It" (P-Man Dub) – 7:31 CD 싱글 (658179 5) 1. "Who Is It" (The Most Patient Mix) – 7:44 2. "Who Is It" (IHS Mix) – 7:58 3. "Don't Stop 'Til You Get Enough" (Roger's Underground Club Solution) – 6:22 | The Remixes - CD 맥시 (ESCA 5652) 1. "Who Is It" (Patience Mix) – 7:44 2. "Who Is It" (The Most Patient Mix) – 7:44 3. "Who Is It" (IHS Mix) – 7:58 4. "Who Is It" (P-Man Dub) – 7:31 5. "Don't Stop 'Til You Get Enough" (Roger's Underground Club Solution) – 6:22 CD 맥시 (49K 74420) 1. "Who Is It" (The Oprah Winfrey Special Intro) – 4:00 2. "Who Is It" (Patience Edit) – 4:01 3. "Who Is It" (House 7") – 3:55 4. "Who Is It" (Brother's In Rhythm House Mix) – 7:13 5. "Beat It" (Moby's Sub Mix) – 6:11 12인치 맥시 (49 74420) 1. "Who Is It" (Brothers In Rhythm House Mix) – 7:11 2. "Who Is It" (Tribal Version) – 7:39 3. "Who Is It" (Brothers Cool Dub) – 5:47 4. "Who Is It" (Lakeside Dub) – 7:36 5. "Beat It" (Moby's Sub Mix) – 6:18 |